# Балта (плавні)
Ба́лта (рум. Balta), плавні Дунаю, острів в Румунії. Площа — 831,3 км². Простягаються на 94 км між містами Джурджу й Галац завширшки — 4—12,5 км. Висота над гирлом Дунаю — 10—12 м.
Мають розгалужений лабіринт рукавів і численні озера. Найбільше розгалуження — від Келераши до Браїлова (між обома рукавами Дунаю).
Вкриті чагарниками очерету, на піщаних грядах (гріндах) — чагарники верби, тополі.
Назва «Балта» має коріння у слов'янському «болото». Слово стало терміном для позначення заболочених заплав і плавнів по долинах інших річок, особливо на території Молдови і Румунії.
В Україні є місто Балта.